# 軽井沢安東美術館

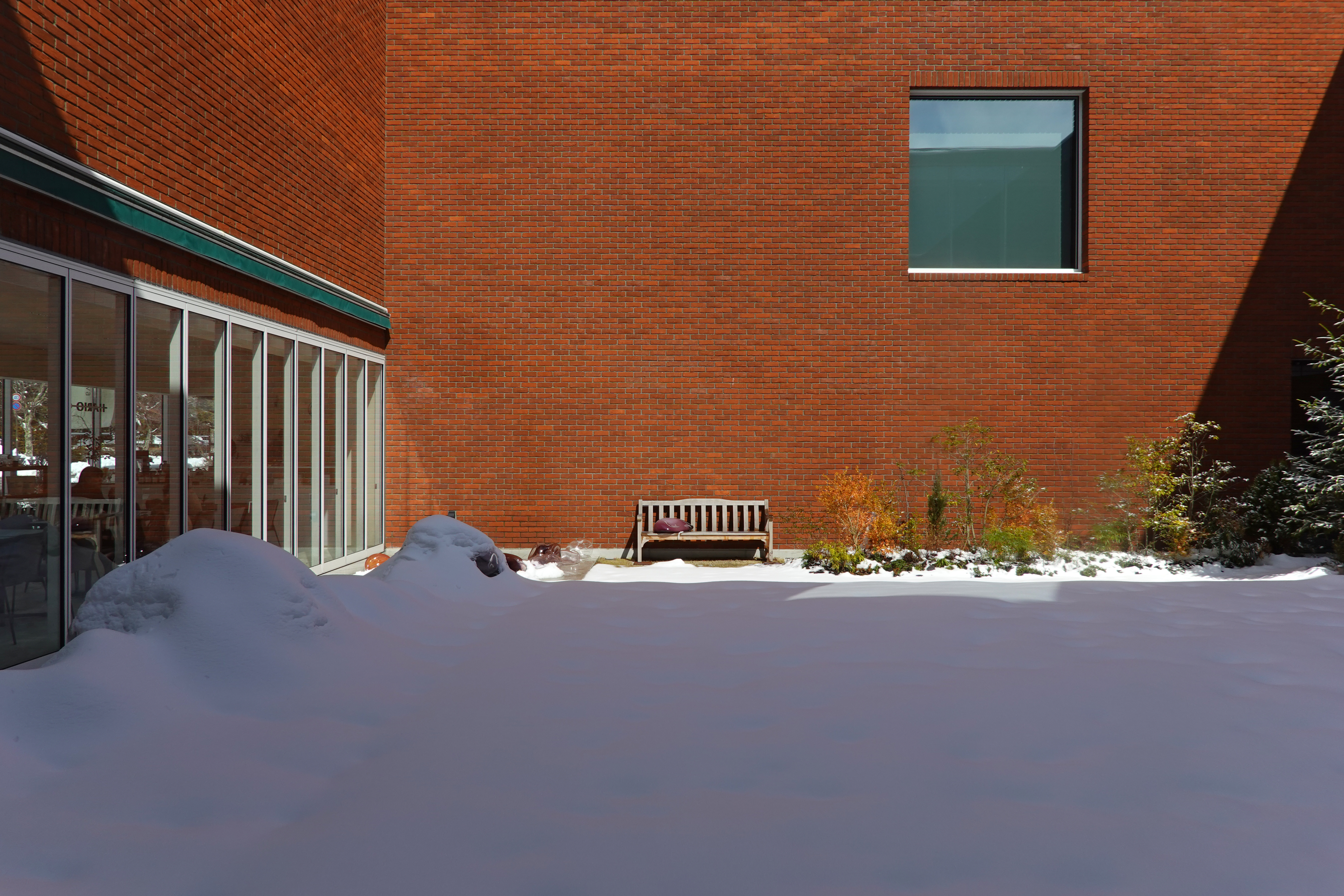
中庭、イギリス製赤レンガ

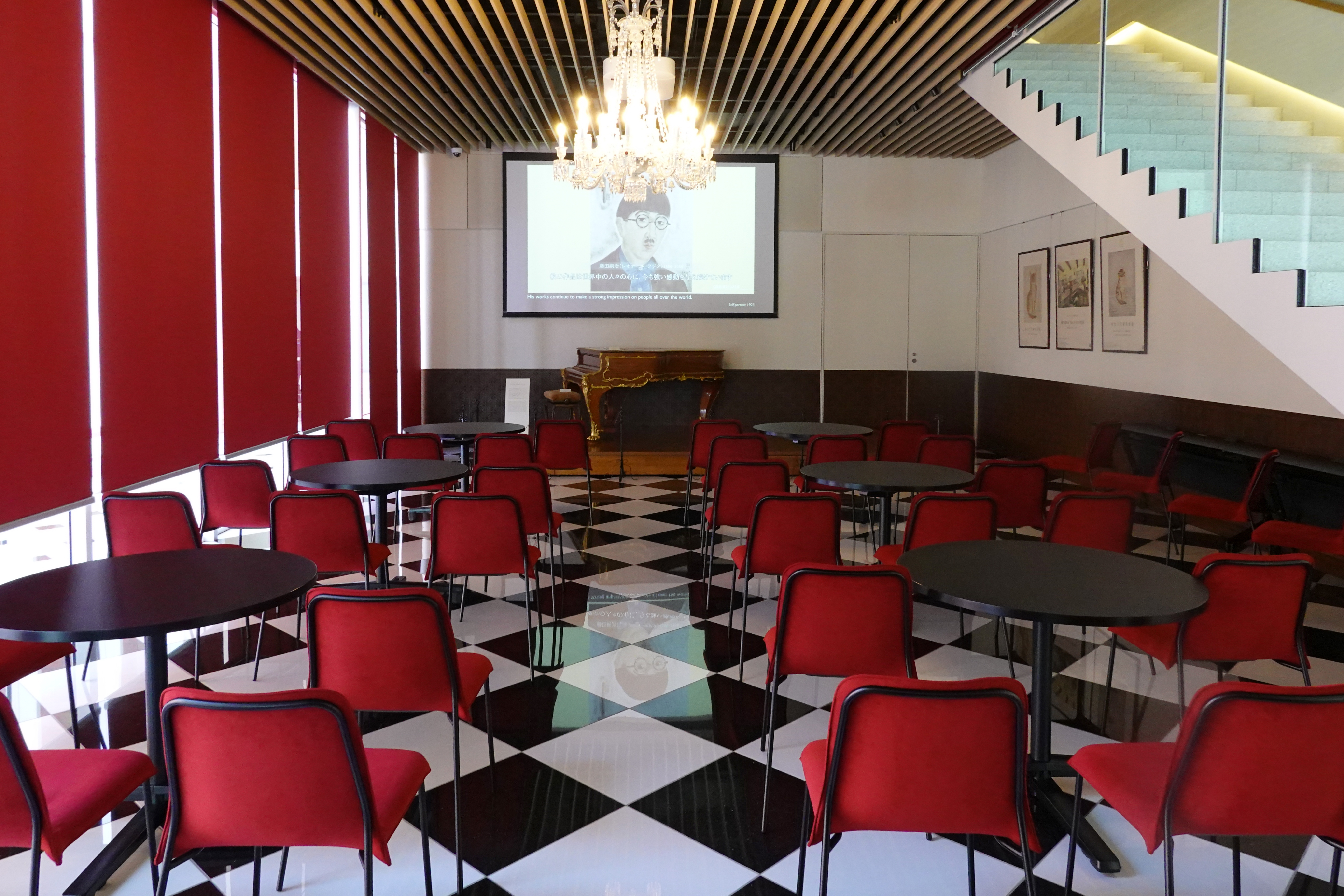
サロン・ル・ダミエ

軽井沢安東美術館（かるいざわあんどうびじゅつかん）は、長野県北佐久郡軽井沢町にある美術館。
2022年10月、個人により開館した美術館で、藤田嗣治の初期から晩年にかけての作品のみを展示している。

## 美術館について
日本のみならず世界でも初めての藤田嗣治（レオナール・フジタ）の作品だけを展示する個人美術館。コレクター安東泰志の「眼」を通して蒐められた約180点の作品が収蔵されている。蒐集の出発点となった「猫」と「少女」の絵を中心に、初期のものから晩年の聖母子像、宗教画まで広範に作品を網羅し展示するかつてない美術館である。
安東が、藤田の絵画をコレクションするきっかけとなった最初の作品と出会ったのが軽井沢の地であり、軽井沢大賀ホールにほど近い一角に開設された。軽井沢という地は、藤田が実際に滞在して作品を制作したことがある画家ゆかりの地でもある。建物は中庭を囲むように口の字型に構成され、外壁には安東夫妻が暮らしたイギリス製の赤レンガを使用している。2階建で、2階は反時計回りで作品を鑑賞する展示空間。1階にはミュージアムショップや、コンサートも開催できる無料ドリンクやW-iFiがある「サロン・ル・ダミエ」、1921年創業のコーヒー器具メーカーHARIO直営のカフェが併設されている。館の設計には、藤田が自ら設計に携わったフジタ礼拝堂や、藤田が晩年を過ごしたメゾン・アトリエ＝フジタも参考にし、安東の邸宅に招かれたような空間が創られた。

### 施設概要
- 設計：武富恭美 (d/dt Arch)
- 構造設計：株式会社 梅沢建築構造研究所
- 設備設計：株式会社 環境エンジニアリング
- 施工会社：清水建設株式会社
- 竣工：2022年7月
- 構造
  - 構造・構法：鉄筋コンクリート造
  - 階数：地上2階
  - 敷地面積：1,343.38 m2
  - 建築面積：774.16 m2
  - 延床面積：1382.91 m2

（出典）